# Gerhard Hahn
Pour les articles homonymes, voir Hahn.
Gerhard Hahn, né le 27 novembre 1946 à Rehburg, est un réalisateur, animateur et producteur de films allemand. Au sein de son studio d'animation Hahn Film (de) fondé en 1980, il a réalisé les longs métrages Werner – Beinhart! (en) (1990), Werner – Volles Rooäää!!! (de) (1999) et Astérix et les Indiens (1994) et de nombreuses séries. Il est également professeur d'animation à l'université du cinéma Konrad-Wolf à Babelsberg et écrit depuis 2009 des livres pour enfants.

## Filmographie (sélection)

### Films
- 1990 : Werner – Beinhart! (en)
- 1994 : Astérix et les Indiens
- 1996 : Werner – Das muß kesseln!!! (de)
- 1997 : Benjamin l'éléphant
- 1999 : Werner – Volles Rooäää!!! (de)
- 2001 : Die Abrafaxe unter schwarzer Flagge (en)

### Séries
- 1994-2012 : Bibi, nom d'une sorcière
- 1988-2003 : Benjamin l'éléphant
- 1995-1997 : Urmel
- 1998-1999 : Renaade (de)
- 1999 : Ted Sieger's Wildlife (de)
- 1999-2011 : Simsala Grimm
- 2003 : Gnarfs
- 2006-2010 : L'École des petits vampires
- depuis 2011 : Mia et moi
- 2017 : Sherazade – Geschichten aus 1001 Nacht (de)

### Divers
- Le Saarlodris (de), personnage des interludes des publicités de la télévision Saarländischer Rundfunk

## Distinction
- Prix Tricks for Kids 2012 dans la catégorie « Meilleure série animée pour enfants » au festival du film d'animation de Stuttgart pour Mia et moi